# 班第 (敖汉左翼旗)
班第（？—1647年），博尔济吉特氏，清朝将领，蒙古族，敖汉部人，成吉思汗二十一世孙。纳密克玄孙，贝玛土谢图曾孙，岱青杜楞的孙子，塞臣卓哩克图子。
天聪元年（1627年），随父归附后金，天聪五年（1631年），攻打明朝大凌河，击败锦州援军。天聪六年（1632年），征察哈尔部，明朝归化城、宣府。天聪七年（1633年），尚皇太极长女固伦公主，为固伦额驸。崇德元年（1636年）四月，封为札萨克多罗郡王。崇德三年（1638年）二月，跟随出征喀尔喀部札萨克图汗，从兴安岭至登弩苏台。九月，攻打明朝，到达山东济南。崇德四年（1639年），随同皇太极攻打明朝松山。崇德六年（1641年），随军围攻明朝锦州，在松山迎击明军援兵，两红旗、镶蓝旗被明兵所袭击，与诸军将其击退。顺治三年（1646年），随豫亲王多铎追击苏尼特部腾机思到扎济布拉克，击败土谢图汗、车臣汗的援兵。班第死后，其子墨尔根巴图鲁温布袭爵。